# IBM 5100
Máy tính Portable IBM 5100 là một máy tính portable (một trong những máy tính đầu tiên) được giới thiệu vào tháng 9 năm 1975, sáu năm trước khi máy tính cá nhân của IBM ra đời. Đó là sự phát triển của một nguyên mẫu có tên SCAMP (Special Computer APL Machine Portable) được phát triển tại Trung tâm khoa học IBM Palo Alto vào năm 1973. Vào tháng 1 năm 1978, IBM đã công bố IBM 5110, phiên bản lớn hơn của nó và vào tháng 2 năm 1980 IBM đã công bố IBM 5120. 5100 đã phải rút lui vào tháng 3 năm 1982.
Khi máy tính cá nhân IBM được giới thiệu vào năm 1981, ban đầu nó được chỉ định là IBM 5150, được đưa vào sê-ri "5100", mặc dù kết cấu của nó không liên quan đến IBM 5100.

## SCAMP, nguyên mẫu
Năm 1973, Bill Lowe là người góp vào việc thúc đẩy một nguyên mẫu kỹ thuật có tên SCAMP (Special Computer APL Machine Portable) được tạo ra bởi tiến sĩ Paul Friedl và một nhóm tại Trung tâm khoa học IBM Los Gatos. SCAMP đã được mệnh danh trên Tạp chí PC là "máy tính cá nhân đầu tiên trên thế giới"  Nguyên mẫu kỹ thuật IBM Los Gatos và một mô hình thiết kế của nhà thiết kế công nghiệp IBM Tom Hardy, được Lowe sử dụng trong những nỗ lực ban đầu của mình để chứng minh khả năng tạo ra một máy tính người dùng.

## Mô tả
IBM 5100 dựa trên mô-đun bộ xử lý 16 bit có tên PALM (Put All Logic in Microcode). Hướng dẫn thông tin bảo trì IBM 5100 cũng gọi mô-đun PALM là bộ điều khiển. PALM có thể trực tiếp giải quyết 64 KiB của bộ nhớ. Một số cấu hình của IBM 5100 có Executable ROS(ROM) và bộ nhớ RAM có tổng cộng hơn 64 KiB, vì vậy một kế hoạch chuyển khối (bộ nhớ) đơn giản đã được sử dụng. Các trình thông dịch APL và BASIC thực tế được lưu trữ trong một không gian địa chỉ Ngôn ngữ ROS riêng biệt mà PALM coi là một thiết bị ngoại vi. Giá dao động từ 11.000 đô la (model 16k) đến 20.000 đô la (64k).

### Máy tính cá nhân portable
BYTE vào tháng 12 năm 1975 đã tuyên bố "Chào mừng, IBM, đến với máy tính cá nhân". Mô tả 5100 là "gói máy tính cá nhân tương tác 50-lb", tạp chí tuyên bố rằng với thông báo của công ty "máy tính cá nhân đạt được vị trí từ ngành công nghiệp sản xuất và dịch vụ của ngành", mặc dù "với giá cao". Một khối tích hợp đơn bao gồm bàn phím, màn hình CRT năm inch, ổ đĩa băng, bộ xử lý, hàng trăm KiB bộ nhớ chỉ đọc có chứa phần mềm hệ thống và lên đến 64 KiB của RAM. Nó có kích thước của một chiếc vali nhỏ, nặng khoảng 55 lb (25 kg), và có thể được vận chuyển trong hộp đựng tùy chọn, do đó chỉ định "có thể mang vác đi".
Vào năm 1975, đó là một thành tựu kỹ thuật tuyệt vời để đóng gói một máy tính hoàn chỉnh với số lượng lớn ROM và RAM, màn hình CRT và một ổ đĩa băng vào một chiếc máy nhỏ; đó là hai năm nữa trước khi một phiên bản tương tự nhưng rẻ hơn nhiều Commodore PET được phát hành. Các máy tính để bàn trước đó có cùng kích thước, chẳng hạn như HP 9830, không bao gồm CRT cũng không có nhiều bộ nhớ. Một máy tính IBM cuối thập niên 1960 tương đương có thể to gần bằng hai cái bàn và nặng khoảng nửa tấn.

### Hiển thị
5100 có CRT bên trong (5 "đường chéo) và hiển thị 16 dòng 64 ký tự. IBM đã cung cấp một công tắc tùy chọn để cho phép người dùng hiển thị tất cả 64 ký tự của mỗi dòng hoặc chỉ 32 ký tự bên trái hoặc bên phải (xen kẽ với khoảng trắng). Ngoài ra, có một công tắc để hiển thị 512 byte bộ nhớ chính đầu tiên theo hệ thập lục phân cho mục đích chẩn đoán.

### Lưu trữ lớn
Dung lượng lớn được cung cấp bởi các ổ băng từ có thể tháo rời của hộp chứa nửa inch (QIC) sử dụng hộp chứa DC300 tiêu chuẩn để lưu trữ 204 Kbyte. Một ổ đĩa đã được cài đặt trong máy và một ổ đĩa thứ hai (Model 5106) có thể được thêm vào trong một hộp đính kèm. Định dạng dữ liệu bao gồm một số loại và được ghi bằng các bản ghi 512 byte.

### Màn hình ngoài
Một màn hình video bên ngoài (hoặc máy thu truyền hình được sửa đổi) có thể được kết nối với IBM 5100 thông qua đầu nối BNC trên bảng điều khiển phía sau. Mặc dù 5100 có công tắc bảng mặt trước để chọn giữa màu trắng trên nền đen hoặc màu đen trên màn hình bên trong, nhưng công tắc này không ảnh hưởng đến màn hình bên ngoài, chỉ cung cấp các ký tự sáng trên nền đen. Tốc độ làm tươi được cố định ở 60 Hz.

### Bộ điều hợp truyền thông
Cũng trong tháng 9 năm 1975, IBM đã công bố Bộ điều hợp truyền thông IBM 5100, cho phép 5100 truyền dữ liệu đến và nhận dữ liệu từ một hệ thống từ xa. Nó làm cho 5100 xuất hiện giống như Thiết bị đầu cuối Truyền thông IBM 2741 và được thiết kế để có thể giao tiếp với các máy tương thích IBM 2741 ở chế độ khởi động - dừng bằng cách sử dụng ký hiệu EBCD (Extends Binary Coded Decimal). EBCD tương tự như mã EBCDIC  phổ biến hơn của IBM, nhưng không giống nhau.

### Bộ ghép thiết bị nghiên cứu
Trong Tập 16, Số 1, Trang 41 (1977) của Tạp chí Hệ thống IBM với nhan đề bài viết "IBM 5100 và Bộ ghép thiết bị nghiên cứu - Một hệ thống tự động hóa phòng thí nghiệm cá nhân" đã đọc: "Một hệ thống tự động hóa phòng thí nghiệm nhỏ đã được phát triển bằng cách sử dụng Máy tính Portable IBM 5100 kết hợp với Bộ ghép thiết bị nghiên cứu. Hệ thống nhỏ gọn này cung cấp một máy tính chuyên dụng, ngôn ngữ bậc cao và giao diện điều khiển và sự tiếp nhận dữ liệu linh hoạt cho các thử nghiệm trong đó tốc độ dữ liệu không vượt quá 9600 baud. Hai thí nghiệm minh họa việc sử dụng hệ thống. Bộ ghép thiết bị nghiên cứu được mô tả trong bài viết này là nguyên mẫu của Bộ ghép thiết bị IBM 7406. "

### Các phiên bản khác
Có sẵn với bộ nhớ chính 16 KB, 32 KB, 48 KB hoặc 64 KB, 5100 được bán với giá từ 8,975 $ đến 19,975 $ (trong khoảng từ 43.000 $ đến 95.000 $ bằng đô la ngày nay).

## Ngôn ngữ lập trình
5100 có sẵn với APL, BASIC hoặc cả hai ngôn ngữ lập trình.  Tại thời điểm giới thiệu, APL thường chỉ có sẵn trên các máy tính lớn và hầu hết các máy tính có kích thước máy tính để bàn như Wang 2200 hoặc HP 9830 chỉ cung cấp BASIC.
Các máy hỗ trợ cả hai ngôn ngữ đã cung cấp công tắc bật tắt trên bảng mặt trước để chọn ngôn ngữ. Khi các kỹ sư của IBM hỏi một người thử nghiệm beta, Donald Polonis, để phân tích, ông đã nhận xét rằng nếu mọi người phải học APL để sử dụng nó, IBM 5100 sẽ không biến nó thành một máy tính cá nhân. Ông đã cố gắng để gây ấn tượng rằng một máy tính cá nhân phải dễ sử dụng để được chấp nhận. Có lẽ, bộ ký tự APL đặc biệt và bàn phím APL là những trở ngại chính cho những người mới học APL một cách dễ dàng. APL có các tính năng mạnh mẽ để thao tác dữ liệu dưới dạng vectơ và ma trận, trong khi HP 9830 cạnh tranh phải cung cấp các phần mở rộng ngôn ngữ trên ROM bổ trợ cho các phép tính ma trận.
Mặc dù không dành cho người dùng thông thường, hướng dẫn bảo trì đã mô tả trình tự bàn phím để chuyển 5100 sang chế độ bảo trì. Trong chế độ này, có thể đọc và ghi trực tiếp vào bộ nhớ RAM, bộ nhớ video, thanh ghi CPU, vectơ ngắt, bộ đếm xung nhịp, v.v., sử dụng mã thập lục phân tương đương với ngôn ngữ tổ hợp. Điều này cho phép viết các chương trình tinh vi trực tiếp vào RAM. Vì chế độ này là một hệ thống người dùng đơn chạy hiệu quả mà không cần hệ điều hành, người dùng xác định có thể quản lý không gian bộ nhớ và viết các chương trình đa tác vụ ổn định bằng cách sử dụng các ngắt.

## Thư viện giải quyết vấn đề
IBM cung cấp ba thư viện giải quyết vấn đề, chứa trong các hộp chứa băng từ, với IBM 5100 để cung cấp hơn 1000 tương tác áp dụng cho các vấn đề toán học, kỹ thuật thống kê và phân tích tài chính.

## Trình giả lập trong vi mã
5100 dựa trên khái niệm sáng tạo của IBM rằng, sử dụng trình giả lập được viết bằng vi mã, một máy tính nhỏ và tương đối rẻ có thể chạy các chương trình đã được viết cho các máy tính hiện có lớn hơn và đắt hơn nhiều mà không mất thời gian và chi phí để viết và gỡ lỗi các chương trình mới.
Hai chương trình như vậy bao gồm: một phiên bản sửa đổi một chút của APLSV, trình thông dịch APL của IBM cho các máy tính lớn System / 370 của nó và trình thông dịch BASIC được sử dụng trên máy tính mini System / 3 của IBM. Do đó, vi mã của 5100 đã được viết để mô phỏng hầu hết các chức năng của cả System / 370 và System / 3.
IBM sau đó đã sử dụng cách tiếp cận tương tự cho việc giới thiệu năm 1983 về mô hình XT / 370 của PC IBM, vốn là một máy tính cá nhân IBM XT tiêu chuẩn với việc bổ sung thẻ giả lập System / 370.

## Trong văn hóa đại chúng
- IBM 5100 là chiếc máy tính được tìm kiếm trong trò chơi video và hoạt hình chuyển thể của nó Steins;Gate (dưới tên gọi IBN 5100). Đây là máy tính duy nhất có thể được sử dụng để giải mã cơ sở dữ liệu của SERN.
- IBM 5100 được cho là cần thiết để khắc phục sự cố năm 2038 của UNIX, từ một nhà du hành thời gian hư cấu: John Titor.[5]

## Liên kết ngoại
- Máy tính Portable IBM 5100
- IBM 5100 từ oldcomputers.net
- IBM-5100 và bộ sưu tập máy tính kỹ thuật số và analog cũ tại oldcomputermuseum.com
- Bàn phím IBM-5100 German / APL tại Bảo tàng máy tính của Đại học Stuttgart